# Presto con fuoco
Presto con fuoco è il primo romanzo di Roberto Cotroneo, pubblicato nel 1995. Il libro ha vinto il Premio Selezione Campiello e il Premio Fiesole Narrativa Under 40, entrambi nel 1996. È stato tradotto in portoghese, francese, russo, tedesco e giapponese.

## Il narratore e protagonista
La storia è esposta ininterrottamente da un personaggio che parla in prima persona e rimane anonimo per tutto il libro. Si tratta di un pianista italiano, anzi uno dei massimi interpreti novecenteschi del pianoforte. Egli, disseminando i particolari, si dichiara nato nel 1920, in una famiglia ricca, e dotato di tale capacità da diplomarsi nel 1935. Dice di aver concorso al Premio Chopin di Varsavia prima o entro il 1940 e di essere risultato vincitore del primo premio assoluto. Descrive la sua vita come isolata, sia nella fanciullezza, sia negli anni della virilità. L'unica famiglia avuta sarebbe quella di origine, composta da un padre, una madre pianista, uno zio di nome Arturo, concertista di pianoforte, nonni e altri zii, tutti già scomparsi allo scoppio della guerra nel 1940. Cita relazioni con alcuni pianisti del XX secolo, quali Glenn Gould, Arthur Rubinstein, Claudio Arrau, Alfred Cortot, Vladimir Horowitz, ma, nella finzione narrativa, essi non entrano mai reciprocamente in contatto. Afferma infine di avere avuto un maestro nato nel 1858, che insegnava, ormai settantenne, a lui, bambino prodigio di otto anni. Al momento di narrare la storia, vive in una villa in Svizzera ed è l'anno 1995, ma la vicenda misteriosa che dà spunto al romanzo è avvenuta a Parigi nel 1978, mentre l'artista vi si trovava, disgustato dall'Italia perché era stato erroneamente fermato dalla polizia nel periodo del Sequestro Moro.

## Trama

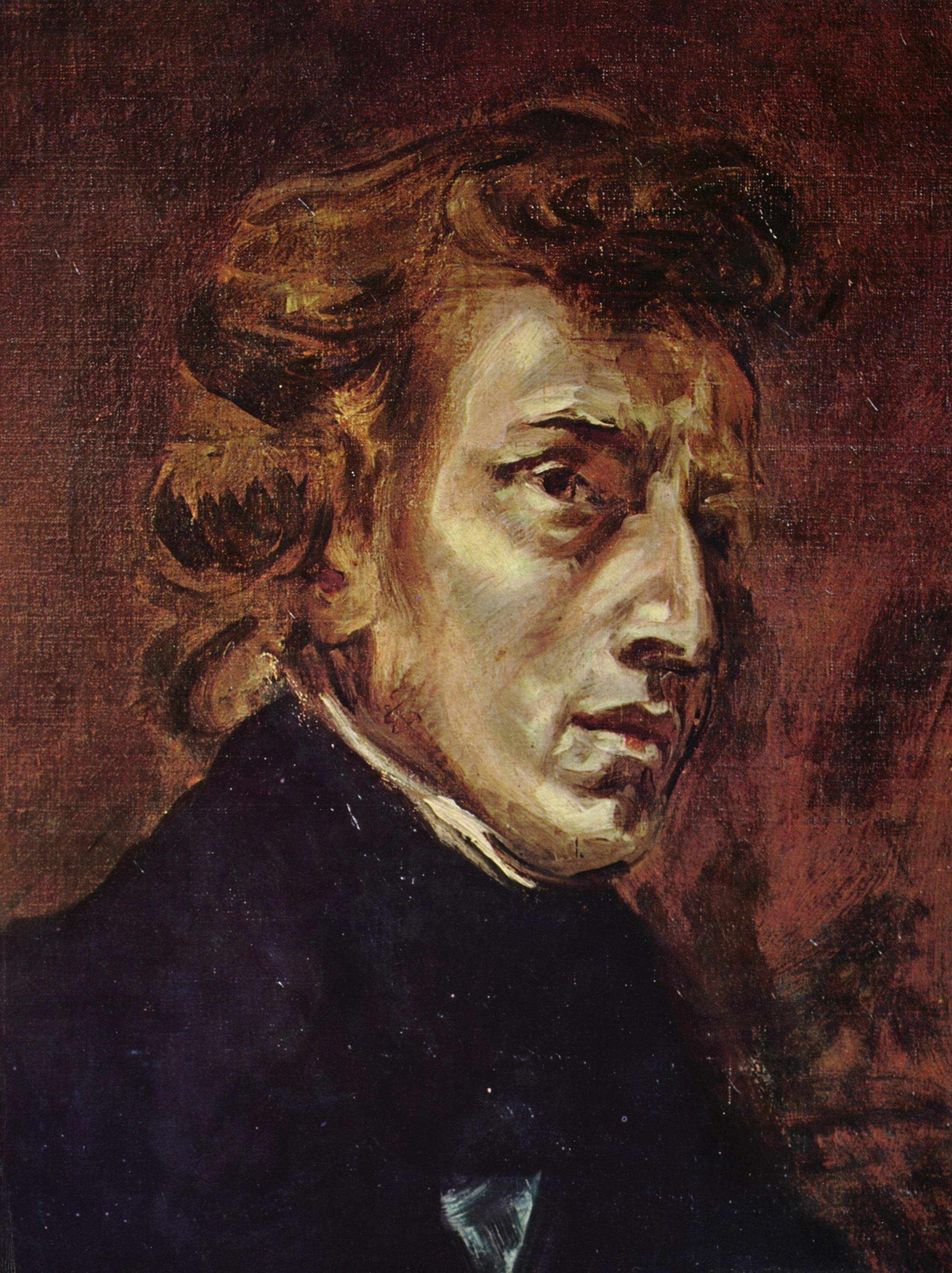
Chopin ritratto da Eugène Delacroix, 1838

Nel 1978, un pianista italiano di fama mondiale si rifugia a Parigi, dopo un incidente che lo ha messo in urto con il suo Paese. Vive in una splendida dimora, dai finestroni altissimi che gli permettono di sentirsi più vicino al cielo che alla terra. Frequenta solo il proprio accordatore e studia per l'incisione dei Préludes di Claude Debussy. A volte passa la serata in un caffè, leggendo Gérard de Nerval.
Una sera viene avvicinato da un profugo russo che mostra di conoscerlo bene, dichiara di averlo sentito suonare a Mosca e Leningrado e che ha sempre cercato di incontrarlo, senza successo, perché avrebbe una cosa preziosa da affidargli. Si tratta di un manoscritto inedito di Fryderyk Chopin, una versione della Ballata n. 4 in Fa minore op. 52, in cui la conclusione del brano, la coda, è stata cambiata rispetto a quanto dato alle stampe dallo stesso Chopin.
La prospettiva di ricevere un simile manoscritto innesca nel pianista un ribollire di pensieri in cui le ricerche musicologiche si mischiano alle vicende della sua vita passata e presente. Oltre ai molteplici ricordi di famiglia, di esperienze fatte attraverso l'interpretazione di alcuni autori da lui privilegiati, si aggiunge una sorta di innamoramento per una giovane parigina che, divenuta per breve tempo sua amante, egli chiama col nome di Solange e anche Donna col cappello, come un quadro di Eugène Delacroix, amico fedele di Chopin.
E proprio su Chopin si scatenano i più reconditi pensieri, per ricostruire la possibilità che il grande musicista avesse potuto mutare il finale di una ballata, per poi tenerlo segreto. Il legame che Chopin aveva con George Sand lo portava a contatto anche con i figli di lei, Maurice e Solange. Fu un dissidio legato a questi giovani figli che causò la rottura del rapporto tra Chopin e la Sand: forse per un contrasto col figlio maschio, forse, e più probabilmente, per un'opinione negativa di Chopin al matrimonio di Solange. Non essendone il padre, non aveva diritto di parola, ma forse era attratto dalla giovinetta. La risposta che si dà l'artista nel 1978 è che i due fossero reciprocamente innamorati e che il sentimento avesse attinenza con il poco amore che ad entrambi concedeva George Sand.
Così, sei anni dopo aver pubblicato la Ballata n. 4, Chopin, nell'ultimo anno della sua vita, il 1849, scrisse un finale Presto con fuoco, mettendo nelle note le sue ormai morenti forze e consegnò a Solange la partitura, per quattordici pagine uguale a quella del 1842 e totalmente diversa, nello spirito e nel virtuosismo, nelle pagine quindici e sedici. Per questo profugo russo, lo spartito mancante doveva arrivare ad un grande pianista, secondo lui, predestinato a riceverlo. Perciò il Maestro lo incontra, lo ospita, ne ascolta il racconto, entra in possesso della borsa di cuoio dove il manoscritto è custodito da molti decenni.
Aiutato da un musicologo anglo-americano di nome James, il Maestro esamina la partitura e la ricopia: l'esemplare risulta autentico. Si possono spiegare alcune circostanze, come il fatto che, consegnata a Solange, la musica non poteva essere svelata, sia perché la versione del 1842 era dedicata a una signora troppo illustre, sia perché non era bene che qualcuno potesse far luce sui rapporti intercorsi tra Solange e Chopin. Tutta la storiografia musicale aveva avallato per secoli l'idea che Chopin fosse una specie di santo e non si era voluto incrinare questa immagine. Fino alla morte di Solange, nel 1899, lo spartito era rimasta nascosto; passata a un collezionista in un pacco di carte di Solange, la partitura era stata razziata (con molti altri tesori) dai nazisti che occuparono Parigi nel 1940; inoltrata a Berlino e quindi a Mosca, dove un allievo del Conservatorio l'aveva ricevuta da un suo maestro, omosessuale non corrisposto e che non esitò a denunciare il giovane e a farlo sparire. Non prima che questi, Andrej Karitonovich, l'avesse affidata a Evgenij, il profugo che nel 1978 la consegna all'ultimo destinatario, il pianista italiano.
Ma l'interrogativo più importante riguarda la natura del Presto con fuoco, intricata e passionale, contrassegnata da un virtuosismo di cui non si comprende chi sia il reale destinatario. Non certo Chopin, a pochi mesi dalla morte, persino troppo affaticato per l'atto di scrivere; non Solange, che non avrebbe dovuto essere così esperta. Solo due pianisti, un tedesco beniamino dei gerarchi nazisti e il russo Andrej avevano sicuramente eseguito quelle note, ed entrambi erano scomparsi con il loro segreto. Che fosse destinata proprio a lui ? No, a lui è solo spettato l'onore di averlo per decidere che farne. Nel tempo che ancora gli rimane da vivere, nel 1995, isolato in Svizzera in una villa con vista sulla Jungfrau, egli decide che rispetterà il segreto di Chopin e Solange.

## Edizioni
- Roberto Cotroneo, Presto con fuoco, A. Mondadori, Milano 1995
- Roberto Cotroneo, Presto con fuoco, Calmann-Lévy, Parigi, 1997
- Roberto Cotroneo, Die verlorene Partitur, Insel Verlag, Francoforte, 1997
- Roberto Cotroneo, Presto con fuoco, Editora Record, Rio de Janeiro-San Paolo, 1999
- Roberto Cotroneo, Presto con fuoco, Aletheia, San Pietroburgo, 2002
- Roberto Cotroneo, Presto con fuoco, Shūeisha, Tokyo, 2010
- Roberto Cotroneo, Presto con fuoco, La nave di Teseo, Milano 2020 (nuova edizione)